# Gorgone exponens
Gorgone exponens är en fjärilsart som beskrevs av Walker 1858. Gorgone exponens ingår i släktet Gorgone och familjen nattflyn. Inga underarter finns listade i Catalogue of Life.